# John Michael Quinn
 John Michael Quinn, né le 17 décembre 1945 à Détroit dans le Michigan aux États-Unis, est un prélat catholique américain, évêque émérite de Winona-Rochester.

## Biographie

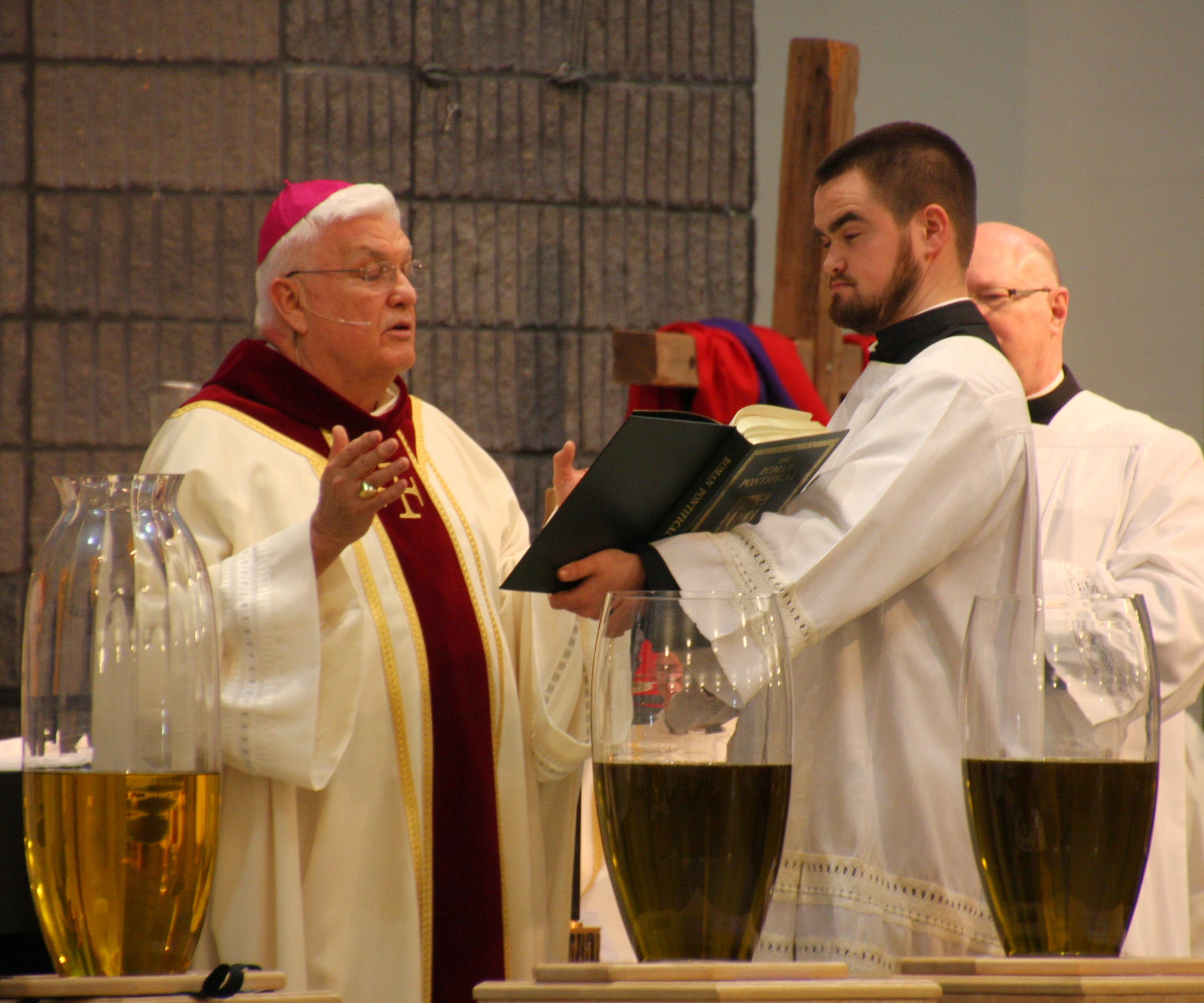
Lors d'une célébration en 2017

Le plus jeune de trois enfants, John Quinn, est né à Détroit, dans le Michigan, fils de George et Mary Quinn. Il fréquente l'école secondaire Anthony High School et le Sacred Heart Major, d'où il obtient son baccalauréat en philosophie. Il a également obtenu une maîtrise en théologie du séminaire provincial de St.John's à Plymouth, ainsi que des masters en études religieuses et en théologie systémique de l'Université de Detroit.
Quinn est ordonné prêtre par Mgr Walter Schoenherr le 17 mars 1972. Il termine ses études supérieures à l'Université catholique d'Amérique à Washington. En 1990, il est élevé au rang de prélat d'honneur de Sa Sainteté par le pape Jean-Paul II. 
Le 7 juillet 2003, Quinn est nommé évêque auxiliaire de Détroit et évêque titulaire de Ressiana. Le 12 août suivant, il reçoit la consécration épiscopale des mains du cardinal Adam Joseph Maida. Il choisit comme devise épiscopale: Réjouissez-vous dans l'espérance (Romains 12:12).
Le 15 octobre 2008 Quinn est nommé évêque coadjuteur pour le diocèse de Winona-Rochester, il est officiellement installé dans ses fonctions le 11 décembre de la même année. Enfin, le 7 mai 2009 il succède à Mgr Bernard Harrington à la tête du diocèse de Winona-Rochester, après que le Vatican eut accepté la démission de ce dernier, en raison de son âge.
Le 2 juin 2022, le pape accepte sa démission pour raison d'âge.